# Marina militare del Kuwait
Le Kuwaiti Navy (in arabo  لقوات البحرية الملكية المغربية  ‎?, ossia "forze marine kuwaitiane"), sono la forza militare navale del Kuwait.

## Storia
La forza navale venne fondata nel 1961 alla fine del protettorato britannico. L'evento più significativo fu la partecipazione alla prima guerra del golfo, nella quale la marina venne completamente distrutta, con sei unità catturate dagli iracheni e successivamente distrutte dagli alleati della Coalizione; le unità catturate furono Werija, Mashuwah, Al Ahmadi, Al Mubareeki ed un'altra unità del tipo TNC-45, e la Sabhan del tipo FPB-57.
Le due unità superstiti del tipo Lürssen (dal nome dei cantieri tedeschi dove sono state costruite), la Jalboot tipo TNC-45 e la Istiglal tipo FPB-57, aiutarono a recuperare le isole costiere e le piattaforme petrolifere. In particolare il 18 gennaio 1991 la Istiglal (P 5702) e la fregata statunitense USS Nicholas (FFG 47) (classe Oliver Hazard Perry) esplorarono il campo petrolifero di Dorrah, e si confrontarono con le postazioni sulle piattaforme; le navi riuscirono, anche con l'elicottero SH-60 Seahawk della Nicholas, il Lynx della fregata inglese HMS Cardiff ed elicotteri d'attacco OH58D Kiowa Warrior dell'esercito statunitense che effettuarono una manovra aggirante dal nord, a catturare due piattaforme e qualche decina di prigionieri; l'operazione venne condotta di notte e con un rischio che poté essere esattamente valutato solo quando, dopo la resa degli iracheni, vennero rinvenute decine di esemplari di missili aria-aria portatili.

## Equipaggiamento

### Mezzi Navali

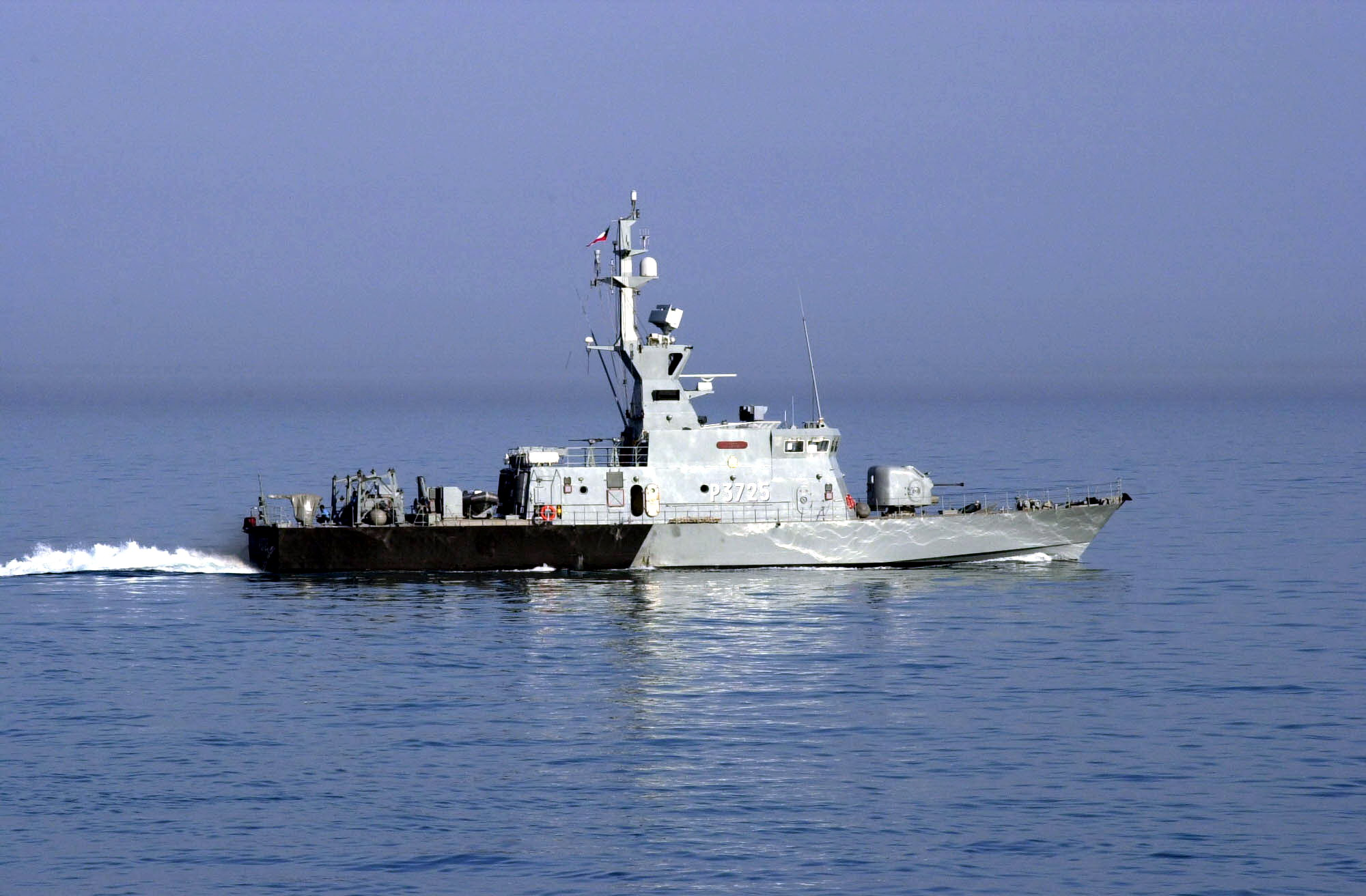
La motocannoniera Garoh in forza al Kuwait del tipo Combattante BR42

Attualmente il fulcro della piccola forza navale composta al 2008 da 2.700 uomini, compresi 500 appartenenti alla guardia costiera, è basato su:
- 1 battello veloce d'attacco Lürssen tipo TNC-45 (classe Al Sanbouk) - 255 t pieno carico - 4 missili antinave MM-40 - in servizio dal 1984
- 8 battelli veloci d'attacco tipo Combattante BR-42 (classe Um Al Maradim) - 245 t pieno carico - 4 missili Sea Skua - in servizio dal 1999-2000
- 1 battello veloce d'attacco Lürssen tipo FPB-57 (classe Istiglal) - 410 t pieno carico - 4 missili antinave MM-40 - in servizio dal 1983
- 1 nave supporto (classe Durrar)
- 15 battelli per operazioni speciali tipo RHIB (Rigid Hull Inflatable Boat) con 2 mitragliatrici calibro .50", 10 metri
- 10 battelli da pattugliamento tipo Sea Ark Special Operations Patrol Boat con 4 mitragliatrici calibro .50". 11 metri. 5 aggiuntive in ordinazione
- 2 rimorchiatori portuali
- 1 nave da sbarco tipo LCM
- 1 nave da supporto idrografico, HSV (Hydrographic Support Vessel)
- 6 (di 10 originari) battelli veloci d'attacco tipo Mk5

### Mezzi Aerei
Sezione aggiornata annualmente in base al World Air Force di Flightglobal del corrente anno. Tale dossier non contempla UAV, aerei da trasporto VIP ed eventuali incidenti accorsi durante l'anno della sua pubblicazione. Modifiche giornaliere o mensili che potrebbero portare a discordanze nel tipo di modelli in servizio e nel loro numero rispetto a WAF, vengono apportate in base a siti specializzati, periodici mensili e bimestrali. Tali modifiche vengono apportate onde rendere quanto più aggiornata la tabella.
| Aeromobile           | Origine        | Tipo             | Versione (denominazione locale) | In servizio (2024) | Note | Immagine |
| Elicotteri           |                |                  |                                 |                    |      |          |
| Airbus H225M Caracal | Unione europea | elicottero C/SAR | H225M                           | 4                  |      |          |